# Grã-Cruz
A Grã-Cruz é a classe mais alta em muitas ordens de cavalaria, manifestando-se com uma insígnia constituída por uma cruz pendente em uma fita. A classe de Grã-Cruz possui apenas um grau, e é imediatamente superior ao grau de Oficial-Comendador e imediatamente inferior a de Grão-Colar. Excepcionalmente, existem graus na classe de Grã-Cruz que o difere do simples Grã-Cruz, são estes graus:
- O grau de Grã-Cruz decorada com Grande-Cordão, no entanto, este grau não está presente em todas as ordens de cavalaria existentes, sendo a ordem mais destaca a Ordem do Mérito da República Italiana.
- O grau  de Comendador-Grã-Cruz, sendo destaque nas ordens de cavalarias nórdicas, como a sueca da Real Ordem da Espada, a Ordem da Estrela Polar e a Ordem Real de Vasa e as ordens finlandesas da Ordem da Rosa Branca da Finlândia e a Ordem do Leão da Finlândia[2].
- O grau de Cavaleiro-Grã-Cruz.

## Insígnia
O condecorado com a Grã-Cruz da ordem de cavalaria, geralmente usam a medalha da seguinte forma:
A medalha é portada pendida em uma faixa transversal ao corpo do dignatário (do ombro direito ao ombro esquerdo ou vice-versa de acordo com os estatutos das diferentes ordens) que tem as cores específicas daquela Ordem e uma largura definida pelos mesmos estatutos, terminando em forma de arco. No peito (à direita ou à esquerda, dependendo do caso), uma placa de prata é geralmente para ser usada em forma de alfinete, geralmente feita de prata ou às vezes em ouro ou pedras preciosas.